# سلاق ياسي تبة
سلاق ياسي تبة (بالفارسية: سلاق یاسی‌تپه) هي قرية تقع في غلستان في إيران. يقدر عدد سكانها بـ 778 نسمة .